# 大友歩
大友 歩（おおとも あゆみ、1987年6月29日 - ）は日本の元女優。元企画演劇集団ボクラ団義所属。秋田県出身。

## 人物・来歴
2012年11月23日、企画演劇集団ボクラ団義に所属。『遠慮がちな殺人鬼』にて劇団公演デビュー。2018年7月15日、『戦国アイドルタイム』千秋楽公演をもって退団し役者の世界から離れた。
- 特技：マッサージ、即席似顔絵
- 趣味：カラオケ、映画鑑賞
- 愛称：あゆ、ヤベェ奴

## 出演

### 映像
- 2010年 ANA旅ガール - 秋田県代表
- 2011年 ロッテACUO CM - 社員 役
- 2011年 三基商事　『ミキプルーン』『ミキGシックス』CM - アシスタント 役[4]

### 舞台
2011年
- BAKI_COMPANY公演Vol.3『にゅ〜LIFE』（2011年5月3日 - 8日、中野桃園会館） - 金森若葉 役
- レフェリーTommy 25周年記念公演『きら星の磁力〜レフェリーは天命 リングが運命〜』（2011年7月29日 - 31日、戸野廣浩司記念劇場） - 和子 役
- アリスインプロジェクト『ハイスクールミレニアム』[5]（2011年12月13日 - 18日、シアターKASSAI） - 寺子屋京香 役

2012年
- フェザーステージ『カレッジ・オブ・ザ・ウィンド』（2012年3月23日 - 25日、てあとるらぽう） - Aキャスト：萩本 役

2013年
- 企画演劇集団ボクラ団義1,000名限定番外公演『遠慮がちな殺人鬼』[6]（2013年4月3日 - 8日、シアターKASSAI） - 羽村多恵 役
- 企画演劇集団ボクラ団義vol.12『さよならの唄』[7]（2013年5月30日 - 6月2日、六行会ホール） - 御数原絢子 役
- 企画演劇集団ボクラ団義Play-Again vol.3『OVER SMILE』[8]（2013年9月26日 - 30日、シアターグリーン BIG TREE THEATER） - メアリー 役
- 梶研吾×企画演劇集団ボクラ団義『紅蓮、還る』[9]（2013年10月17日 - 20日、シアターKASSAI） - ルナ 役
- 企画演劇集団ボクラ団義vol.13『虹色の涙　鋼色の月』[10][11]（2013年12月4日 - 8日、SPACE107 / 12月13日 - 15日、大阪芸術創造館） - マチコ 役

2014年
- 企画演劇集団ボクラ団義vol.13『虹色の涙　鋼色の月』（2014年1月11日 - 12日、相鉄本多劇場） - マチコ 役
- アリスインプロジェクト『時空警察ヴェッカー改・ノエルサンドレ』（2014年4月23日 - 27日、小劇場B1） - 波佐間美咲 役
- ACRAFT『舞台版 天誅』（2014年5月7日 - 11日、シアターサンモール） - 美国 役
- アリスインプロジェクト『Copyright.』[12]（2014年5月28日 - 6月1日、シアターKASSAI） - 中込サキ 役
- 企画演劇集団ボクラ団義vol.14『耳があるなら蒼に聞け〜龍馬と十四人の志士〜』[13][14]（2014年6月25日 - 7月6日、中野ザ・ポケット)） - 幾松（木戸松子） 役
- ACTOR'S TRASH ASSH 『蒼海のティーダ』[15]（2014年8月20日 - 24日、新宿村LIVE） - レイ 役
- ENG第二回公演『THRee′S』[16]（2014年9月10日 - 15日、笹塚ファクトリー） - 張譲 役
- ACRAFT『紅蓮、ふたたび』[17]（2014年10月8日 - 19日、笹塚ファクトリー） - 美夕 役
- 企画演劇集団ボクラ団義vol.15『シカク』（2014年12月18日 - 28日、サンモールスタジオ） - 女 役

2015年
- SP/ACE=project『PRISM』（2015年2月4日 - 8日、シアターグリーン BIG TREE THEATER） - 鳴 役
- 企画演劇集団ボクラ団義Play-Again vol.5『忍ブ阿呆ニ死ヌ阿呆』[18]（2015年3月11日 - 22日、シアターグリーン BIG TREE THEATER） - ヤングチーム：立原風花 役
- VAP PRESENTSゾンビ時代劇『新選組オブ・ザ・デッド』（2015年5月2日 - 4日、HEP HALL / 5月13日 - 18日、CBGKシブゲキ!!） - 出目金 役
- SANETTY Produce『ロストマンブルース』（2015年5月26日 - 31日、笹塚ファクトリー） - 熊本守子 役
- ACRAFT『アンソロジー この歌にねがゐをこめて』（2015年7月1日 - 5日、笹塚ファクトリー） - 十市皇女 役
- DMF/ENG提携公演『LAST SMILE ラストスマイル』[19]（2015年7月22日 - 27日、シアターグリーン BIG TREE THEATER） - 空チーム：司アキ 役
- 企画演劇集団ボクラ団義Vol.16『時をかける206号室』（2015年8月19日 - 30日、シアターグリーン BIG TREE THEATER） - 205号室・若い女（幸子） 役
- 企画演劇集団ボクラ団義Vol.17『十七人の侍』（2015年11月20日 - 29日、CBGKシブゲキ!!） - テリーヌ 役
- アリスインプロジェクト『ハイスクールミレニアム2015』[20]（2015年12月16日、六行会ホール） - 時組：カオリ 役
- アリスインプロジェクト『ハイスクールミレニアム2015』（2015年12月17日 - 20日、六行会ホール） - 空組：寺子屋京香 役

2016年
- モーレツカンパニー 『Oh!Tears!!』（2016年2月12日 - 14日、下北沢空間リバティ） - 『仕置人』
- 企画演劇集団ボクラ団義番外公演『誤人』[21]（2016年3月23日 - 4月3日、シアターKASSAI） - 誤キャスト：大田原希 役
- ENG第4回公演『Second you sleep〜セカンドユースリープ〜』[16]（2016年5月18日 - 23日、上野ストアハウス） - 翠キャスト：くいな 役
- 企画演劇集団ボクラ団義 -Play Again- vol.6『耳ガアルナラ蒼ニ聞ケ〜龍馬ト十四人ノ志士〜』（2016年7月6日 - 10日、あうるすぽっと / 7月23日 - 25日、HEP HALL） - 原田まさ 役
- DMF/ENG提携公演『SLeeVe-RefRain〜スリーヴ・リフレイン』（2016年8月17日 - 22日、六行会ホール） - 野衾ノブ 役
- ENG第5回公演『「バックトゥ・ザ・舞台袖」〜The stagewing of THRee'S〜』（2016年9月23日 - 10月2日、シアターグリーン BIG TREE THEATER） - 柏田由喜恵 役
- 企画演劇集団ボクラ団義Vol.18『今だけが戻らない』[22]（2016年11月16日 - 23日、CBGKシブゲキ!!） - 須賀怜美 役

2017年
- 空想嬉劇団イナヅマコネコ 第1回公演『桜花と風の追憶』[23]（2017年2月2日 - 6日、上野ストアハウス） - 桜花 役
- 企画演劇集団ボクラ団義Vol.19 『飛ばぬ鳥なら落ちもせぬ～梟雄と呼ばれた男 右筆と呼ばれた男～』（2017年4月4日 - 16日、吉祥寺シアター） - 修林尼 役
- 企画演劇集団ボクラ団義 -Play Again-vol.7 『サヨナラノ唄』[24]（2017年7月13日 - 23日、CBGKシブゲキ!!） - 御数原絢子 役
- アリスインプロジェクト『バックイン・ミレニアム』（2017年8月9日 - 16日、新宿村LIVE） - 小日向恵那 役
- 4S企画 Presents『THRee'S[スリーズ]』（2017年9月15日 - 24日、CBGKシブゲキ!!） - 張譲 役
- 空想嬉劇団イナヅマコネコ 第2回公演「ノスタルジアの贖罪」（2017年10月18日 - 23日、上野ストアハウス） - 相澤愛花 役
- ボクラ団義10周年記念公演 企画演劇集団ボクラ団義 vol.20『ぼくらの90分間戦争』（2017年12月20日 - 23日、阿佐ヶ谷アルシェ / 12月27日 - 31日、シアターKASSAI） - 竹田奈緒 役

2018年
- ボクラ団義10周年記念公演 企画演劇集団ボクラ団義 vol.20『ぼくらの90分間戦争』（2018年1月2日 - 15日、シアターKASSAI / 1月19日 - 21日、インディペンデントシアター2nd） - 竹田奈緒 役
- ENG第7回公演『ロスト花婿』（2018年3月16日 - 25日、シアターグリーン BIG TREE THEATER） - 染井由乃 役
- 空想嬉劇団イナヅマコネコ 第3回公演『願いのメモリーラプス』（2018年5月9日 - 14日、上野ストアハウス） - アリシア・ブラックフォード 役
- 企画演劇集団ボクラ団義 vol.21『戦国アイドルタイム』（2018年6月27日 - 7月15日、浅草九劇） - 吉乃 役

### 声優
- 週刊少年チャンピオン『いきいきごんぼZ』モーションコミック（2014年） - 竹林椿 役

### テレビ
- TBSドラマ『恋愛ニート〜忘れた恋のはじめ方〜』（2012年） - レギュラー社員 役[25]

### ラジオ
- 『ボクラジ!』

### ネット
- 『ボクラ.TV〜民放への道〜』[要出典]
- 『ボクラのなかTV〜地上波への道〜』[要出典]
- 『ボクラ◯◯TV～宇宙への道～』[要出典]

### イベント
- 『バラエティトークイベント　ハコニワvol.38』（2013年11月10日、新宿バティオス）
- ラストスマイルDVDBlu-ray発売記念イベント『飲めや踊れやラストスマイル!』（2016年1月22日、阿佐ヶ谷ロフト）
- ボクラ団義×Rose in many Colors　耳蒼スペシャルコラボイベント（2016年6月26日、稲毛ワンズモール）
- セカスリDVDBlu-ray発売イベント『いざ!五色沼へ!』（2016年12月2日、阿佐ヶ谷ロフト）
- 年末TTTカウントダウンライブ2016（2016年12月30日・31日）
- バックトゥ・ザ・舞台袖DVDBlu-ray発売記念イベント「バックトゥ・ザ・『バックトゥ・ザ・舞台袖』!!」（2017年3月5日、阿佐ヶ谷ロフト）
- TrueAct2017（2017年6月9日 - 10日、四谷区民ホール）
- 空想嬉劇団イナヅマコネコ『桜花と風の追憶の追憶』DVD発売イベント（2017年8月19日、楽器カフェ）
- 年末TTTカウントダウンライブ2017（2017年12月31日）
- 空想嬉劇団イナヅマコネコ『ノスタルジアの贖罪』DVD発売イベント（2018年4月7日、楽器カフェ）

### その他
- 出光法人専用カード
- 映画『アリスインデッドリースクール・アジタート』上映会MC（2017年10月31日・11月2日・3日）

## 参考
- 団員紹介！－大友歩